# 孙闳
孙闳（?—?），西汉官员。
孫閎和陳咸、朱博、蕭育、逢信，都是京師世家，汉成帝时，孙闳官至钜鹿郡太守，红阳侯王立与後將軍朱博、鉅鹿太守孫閎、故光祿大夫陳咸关系很好。翟方进担任丞相，与王立、陈咸相怨恨，于是劾奏王立等朋党为奸，孙闳被株连，免官回归故里。